# 의정부 법조 비리 사건
의정부 법조비리사건은 1997년 의정부지방법원 주변에서 형사사건을 주로 담당하던 변호사 이순호가 브로커를 이용해 사건을 대거 수임한 것이 밝혀지면서 시작되어, 결국 검찰과 법원의 조사결과 판사 15명이 변호사에게서 명절 떡값, 휴가비 등 명목으로 수백만원씩 받은 것이 드러났던 사건이다. 대법원은 1998년 4월 판사들을 대거 정직 또는 경고 조치 하였고, 당시 지법원장은 관리 상의 책임을 지고 사표를 냈다.

## 이순호 리스트
1994년에서 1997년 3년 사이, 의정부 지역은 변호사 수가 두배로 늘면서 변호사간 수임경쟁이 치열해졌고, 이로 인해 사건을 잘 끌어오는 사무장들은 월 1천만∼2천만원씩의 월급외에 스카우트비로 5천만~1억원을 받았다. 이순호 변호사는 서울지법 의정부지원 판사로 지내다 1995년 6월 의정부에서 변호사로 개업한 뒤 2년6개월 동안 210건을 수임하며 의정부 지역의 형사 사건을 독식했으며, 1997년 5월 한달동안에는 의정부지청의 구속사건 1백70건 가운데 40건을 맡아 사건 수임률 1위를 기록했다.
검찰의 의정부지청은 1997년 9월부터 법조브로커에 대한 단속을 위해 정보를 수집 중에 이순호 변호사의 사무장이 경찰서 유치장에 머무르며 70%의 사건을 싹쓸이한다는 정보를 입수한 뒤 조사한 결과, 10월 24일 이순호 변호사에게 사건을 알선하고 2억 4천만원의 수수료를 받은 혐의로 사무장과 검찰 직원들, 경찰관들을 구속하고, 일본으로 달아난 이순호 변호사를 수배했다. 구속된 사무장의 수첩에는 전현직 판,검사 20여명의 이름이 적혀있었기에 "이순호 리스트"라 불리며 의혹을 키웠다.

## 법원과 검찰의 반응
결국 1998년 2월 9일 귀국한 이순호 변호사는 구속되었고, 검찰의 계좌추적 결과 이순호 변호사가 의정부지원의 전,현직 판사 15명에게 수백~수천만원의 금품과 룸살롱에서의 향응을 제공한 것으로 드러나 법조계에 대한 신뢰에 타격을 줬다. 대법원은 2월 20일 조사결과를 발표하면서 9명의 판사를 사법사상 최초로 징계위에 회부했고, 의정부지원을 판사를 전원교체한다고 발표했다. 하지만 당시 대법원 조사단은 형사단독 판사들 대부분이 비위 연루 혐의를 받고 있었지만 이름이 오른 판사들에 대해서만 조사했으며, 일부만 대면으로 조사하고 나머지는 서면으로 대신하는 등 미흡한 구석이 많다는 지적이 있었다.
2월 26일 이순호 변호사의 부인은 판사 뿐 아니라 의정부지청의 검사들에게도 알선을 받았고 돈을 빌려주기도 했다고 주장했으며, 검찰은 이런 주장이 제기돼서야 사무장의 수첩에 검사 11명의 이름과 사건 내용이 적혀있었다는 내용을 밝혀 검사들의 관련 사실을 은폐하려고 했었다는 비난이 제기되기도 했다. 결국 검찰은 돈을 빌리고 향응을 받은 2명을 중징계하고, 사건을 소개한 8명과 향응에 따라간 4명등 12명을 경고조치했다. 이에 대해 검찰 조사는 처벌이 엄하기는 하나, 역시 서면만으로 조사하고, 사무장을 소환하지도 않았다는 지적이 있다.
3월 23일 검찰은 판사 15명이 관내 변호사들한테서 수십∼수차례에 걸쳐 930만원∼140만원의 돈을 받았고 10명의 판사들은 이순호 변호사와 함께 룸싸롱을 드나들었다는 혐의를 확인해 포괄적 뇌물죄가 적용 가능하지만, 이것이 관행적 비리이기도하고 사법부의 권위를 존중하기 위해 유죄도, 무죄도 아닌 "징계 조건부 기소유예"라는 결론을 내렸다고 발표했다. 이에 대해 경찰관은 10만원만 받아도 기소되는데에 비교해 형평성이 너무 부족하다며 검찰의 기소독점이 철폐되어야 한다는 의견도 나왔다. 발표와 함께 의정부지원장은 "기관장으로서 관리책임을 지겠다. 이것으로 사건이 수습되기를 바란다"며 사표를 제출했다.

## 이후
1심과 2심 재판부는 이순호 변호사에게 경찰에게 뇌물을 준 혐의는 유죄로 인정하여 징역 8월을 선고했으나, 사무장 등을 이용해 사건을 대가를 지급하고 사건을 수임한데 대해서는 처벌 규정이 없다는 이유로 무죄를 선고했다. 하지만 대법원은 처벌조항이 없다는 이유로 무죄를 선고하는 것은 입법취지에 비춰볼 때 잘못된 것이라며 원심을 파기하고 고법으로 돌려보냈다. 고등법원 재판부는 뇌물공여죄와 변호사법 위반이 모두 유죄임에도 정상을 참작해 징역 1년에 집행유예 2년을 선고했다.
대검찰청은 1998년 4월 18일 법조비리에 대한 일제단속을 실시했으며, 115명의 변호사들을 적발해 52명을 기소(불구속공판 10명, 구약식기소 42명)했다.
법원 내부망에는 검찰의 수사가 영장실질심사제도를 둘러싼 법원과 검찰의 갈등과 무관하지 않으며, 법관들에 대한 검찰의 계좌추적도 불법성이 짙다는 내용의 글이 올라와 호응을 얻기도 했다.

## 같이 보기
- 대전 법조 비리 사건